# Холокост в Ельском районе
Холокост в Е́льском районе — систематическое преследование и уничтожение евреев на территории Ельского района Гомельской области оккупационными властями нацистской Германии и коллаборационистами в 1941—1944 годах во время Второй мировой войны, в рамках политики «Окончательного решения еврейского вопроса» — составная часть Холокоста в Белоруссии и Катастрофы европейского еврейства.

## Геноцид евреев в районе
Ельский район был полностью оккупирован немецкими войсками в августе 1941 года, и оккупация продлилась два с половиной года — до января 1944 года. Нацисты включили Ельский район в состав территории, административно отнесённой в состав генерального округа «Житомир» рейхскомиссариата Украина.
Для осуществления политики геноцида и проведения карательных операций сразу вслед за войсками в район прибыли карательные подразделения войск СС, айнзатцгруппы, зондеркоманды, тайная полевая полиция (ГФП), полиция безопасности и СД, жандармерия и гестапо.
Во всех крупных деревнях района были созданы районные (волостные) управы и полицейские гарнизоны из коллаборационистов.
Одновременно с оккупацией нацисты и их приспешники начали поголовное уничтожение евреев. «Акции» (таким эвфемизмом гитлеровцы называли организованные ими массовые убийства) повторялись множество раз во многих местах. В тех населенных пунктах, где евреев убили не сразу, их содержали в условиях гетто вплоть до полного уничтожения, используя на тяжелых и грязных принудительных работах, от чего многие узники умерли от непосильных нагрузок в условиях постоянного голода и отсутствия медицинской помощи.
За время оккупации практически все евреи Ельского района были убиты, а немногие спасшиеся в большинстве воевали впоследствии в партизанских отрядах.
Евреев в районе убивали в Ельске, деревнях Валавск, Санюки, Новая Рудня, Кузьмичи, Скородное и других местах. Множество евреев (по некоторым данным, до 3500 человек) свозили из Ельска и разных мест Полесской области и убивали на территории деревни Жуки, закапывая тела в силосных ямах.

## Гетто

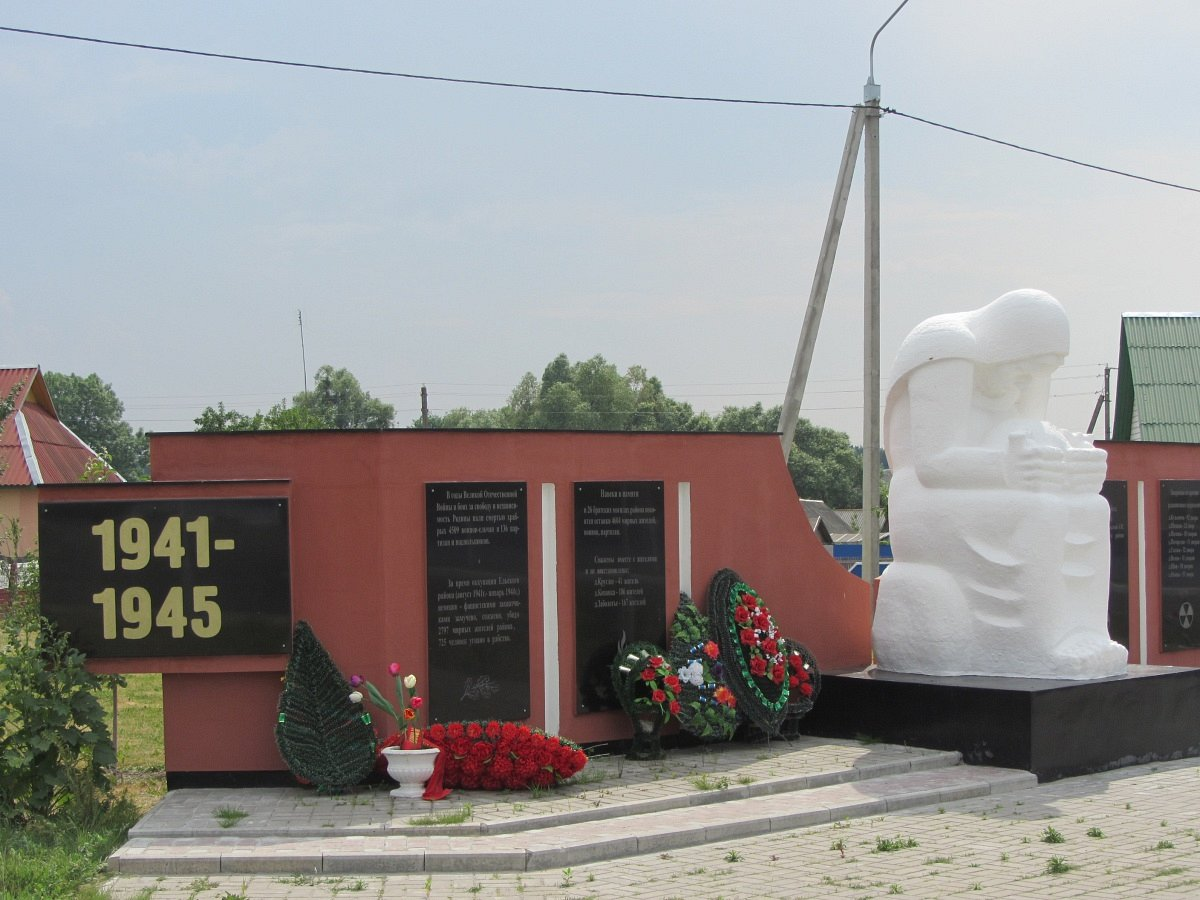
Памятник жертвам войны в Ельске
(в том числе и евреям)

Оккупационные власти под страхом смерти запретили евреям снимать желтые латы или шестиконечные звезды (опознавательные знаки на верхней одежде), выходить из гетто без специального разрешения, менять место проживания и квартиру внутри гетто, ходить по тротуарам, пользоваться общественным транспортом, находиться на территории парков и общественных мест, посещать школы.
Реализуя нацистскую программу уничтожения евреев, немцы создавали гетто почти во всех городах и населённых пунктах Беларуси, где проживало еврейское население. Так и в Ельском районе оккупанты организовали 2 гетто.
- В гетто города Ельск (сентябрь 1941 — март 1942) были замучены и убиты более 400 евреев.

### Гетто в Скородном
В деревне Скородное евреев (более 300 человек) согнали в гетто, которое было полностью уничтожено в конце ноября 1942 года.
Опубликованы их неполные списки.

## Память
Опубликованы неполные списки жертв геноцида евреев в Ельском районе.
Отдельных памятников убитым евреям в районе нет. В Ельске возведён мемориал всем погибшим мирным жителям, в том числе и евреям.